# Мама (муниципалитет)
Мама (исп. Mama) — муниципалитет в Мексике, штат Юкатан, с административным центром в одноимённом посёлке. Численность населения, по данным переписи 2010 года, составила 2888 человек.

## Общие сведения
Название муниципалитета с майяйского языка можно перевести как двойное отрицание, где «ma» значит «не, нет», а с юкатекского языка можно перевести как закончившаяся материнская вода. Однако, согласно майя-испанскому словарю, составленному Альфредо Баррера Васкесом, «Mama» может быть просто названием, которое вообще никак не переводится.
Площадь муниципалитета равна 100 км², что составляет 0,25 % от общей площади штата, а наивысшая точка — 20 метров над уровнем моря.
Он граничит с другими муниципалитетами Юкатана: на севере c Текохом, на востоке с Текитом и Чумаэлем, на юге с Мани и Цаном, и на западе с Чапабом.

## Учреждение и состав
Муниципалитет был образован в 1925 году, в его состав входит 4 населённых пункта, самым крупным из которых является административный центр:
| Код INEGI | Населённый пункт                                                                  | Численность населения (2005 год) | Численность населения (2010 год) |
| --------- | --------------------------------------------------------------------------------- | -------------------------------- | -------------------------------- |
| 046       | Всего                                                                             | 2697                             | 2888                             |
| 0001      | Мама (исп. Kinchil) 20°28′38″ с. ш. 89°21′54″ з. д. (административный центр)      | 2687                             | 2876                             |
| 0018      | Кульманчак (исп. Kulmanchac) 20°28′38″ с. ш. 89°22′27″ з. д.                      | 7                                | 6                                |
| 0065      | Безымянный (исп. Ninguno) 20°31′34″ с. ш. 89°20′19″ з. д.                         | —                                | 4                                |
| 0060      | Сан-Хенаро (исп. San Genaro) 20°28′40″ с. ш. 89°22′25″ з. д.                      | 2                                | 2                                |
| 0015      | Сан-Фелипе-Чукчумиль (исп. San Felipe Chucchumil) 20°33′20″ с. ш. 89°26′05″ з. д. | 1                                | —                                |

## Управление
Глава муниципалитета избирается на трёхлетний срок. В городском совете работают четыре советника, которые совмещают обязанности секретарей и консультантов по вопросам занятости населения; образования, культуры и спорта; здравоохранения и водоснабжения; и городского освещения.
Муниципальный совет координирует деловую активность района. Отвечает за составление бюджета, административные расходы и подготовку необходимых отчётов для документооборота внутри муниципалитета, а также ежегодно определяет образовательные стандарты для школ. Комиссары полиции обеспечивают общественный порядок и безопасность, а также осуществляют надзор за соблюдением законов, распространяют материалы и исполняют постановления совета.

## Экономика
По статистическим данным 2000 года, работоспособное население занято по секторам экономики в следующих пропорциях:
- сельское хозяйство и скотоводство — 46,3 %;
- торговля, сферы услуг и туризма — 31 %;
- производство и строительство — 22 %;
- безработные — 0,7 %.

## Инфраструктура
По статистическим данным 2010 года, инфраструктура развита следующим образом:
- протяжённость дорог: 34,5 км;
- электрификация: 98,8 %;
- водоснабжение: 97 %;
- водоотведение: 65 %.

## Достопримечательности
В муниципалитете можно посетить францисканский монастырь XVII века, церковь Успения Пресвятой Богородицы XVII века, и часовню Святого Креста.

## Фотографии

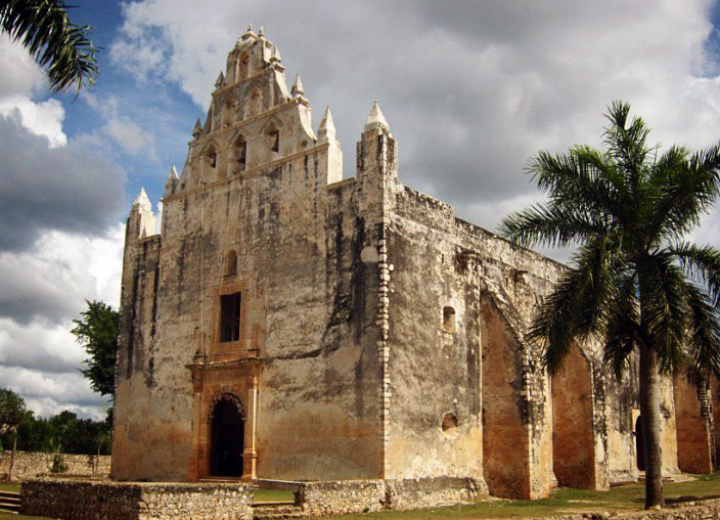
Церковь в Маме
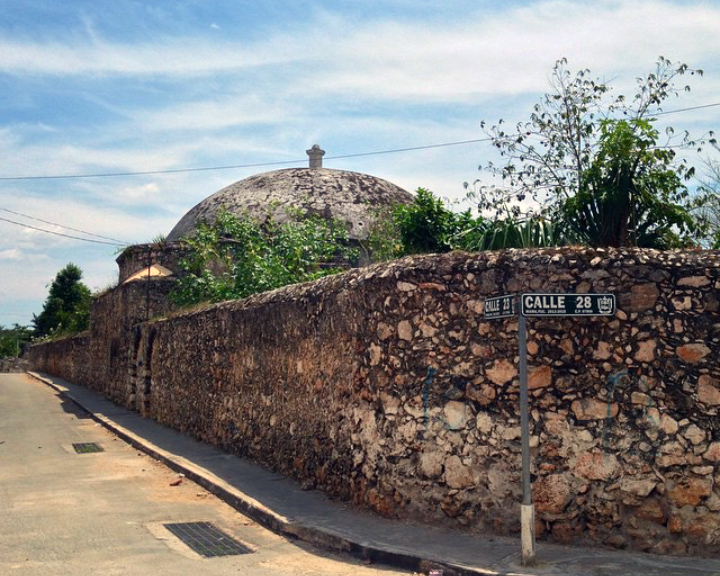
Улочки в Маме